# Barreira matrimonial
A proibição do casamento é a prática de restringir o emprego de mulheres casadas. Comum nos países ocidentais durante os anos 1900, a prática frequentemente exigia o término do emprego de uma mulher no casamento, especialmente no ensino e em ocupações clericais. Além disso, mulheres viúvas com filhos ainda eram consideradas casadas às vezes, impedindo-as de serem contratadas
A prática carecia de justificativa econômica e sua aplicação rígida era frequentemente prejudicial aos locais de trabalho. A prática era comum em alguns países ocidentais, como Estados Unidos e Irlanda, do fim do século XIX aos anos 1970. As barreiras do casamento foram amplamente relaxadas em tempos de guerra, no entanto, devido a um aumento na demanda por mão de obra. Uma pesquisa realizada por Claudia Goldin para explorar seus determinantes usando dados de nível firme de 1931 e 1940, descobre que eles estão associados à promoção de dentro, salários baseados em posse e outras práticas de pessoal modernas.
Desde 1960, a prática tem sido amplamente considerada como desigualdade no emprego e discriminação sexual, e foi descontinuada ou proibida por leis antidiscriminação. Na Holanda, a barreira do casamento foi removida em 1957, e na Irlanda foi removida em 1973. Desde 1975, as oficiais do British Geological Survey não precisam mais pedir demissão ao se casar.

## Variações
Embora "proibição de casamento" seja o termo geral utilizado para abranger todas as práticas discriminatórias de contratação contra mulheres casadas, duas variações eram comuns para os empregadores nos anos 1900. A "barra de aluguel" é a classificação da prevenção da contratação de mulheres casadas. A "barra de retenção" é a prevenção de retenção de trabalhadores casados. Ambos os termos se enquadram no termo abrangente mais amplo.
Para evitar práticas aparentemente discriminatórias, muitos empregadores utilizaram as barreiras do casamento para classificar as mulheres casadas como funcionários suplementares, em vez de permanentes. Esse foi o caso, por exemplo, do Lloyds Bank até 1949, quando o banco aboliu sua proibição de casamento.

## História nos Estados Unidos
A prática de bares no casamento surgiu nos Estados Unidos no final do século XIX. Barras de casamento eram frequentemente vistas nas indústrias de ensino e clerical. Embora muitas mulheres ocultassem seu estado civil na tentativa de manter seus empregos, as barreiras matrimoniais não foram proibidas por lei até 1964, quando o Título VII da Lei dos Direitos Civis de 1964 proibiu a discriminação no emprego com base em raça, cor, sexo ou origem étnica.

## Justificativa
Um artigo de 1946 no The Spectator, uma revista conservadora britânica, ofereceu alguns motivos para a justificativa das proibições de casamento. O artigo dizia que as mulheres casadas eram sustentadas pelos maridos, portanto, não precisavam de trabalho. Além disso, as barreiras matrimoniais ofereciam mais oportunidades para aqueles que os proponentes consideravam "realmente" necessitados de emprego, como as mulheres solteiras. Outro argumento do The Spectator afirma que as mulheres solteiras são mais confiáveis e móveis do que as mulheres casadas, porque não tinham família ou outras responsabilidades prementes.
Barras de casamento também estavam ligadas a flutuações sociais e econômicas, especialmente após o fim da Primeira Guerra Mundial. O retorno de militares que queriam empregos, e depois a depressão na década de 1930, levou à implementação de barreiras matrimoniais em muitas profissões.